# 佩尔·贝尔林
佩尔·贝尔林（瑞典語：Per Berlin，1921年8月1日—2011年12月22日），瑞典男子摔跤运动员。他曾代表瑞典参加1952年和1956年夏季奥林匹克运动会摔跤比赛，共获得一枚银牌和一枚铜牌。